# Anna Unger
Pour les articles homonymes, voir Unger.
Anna Unger est une ancienne fondeuse allemande née le 2 mai 1944 à Klingenthal.

## Championnats du monde
- Championnats du monde de ski nordique 1970 à Vysoke Tatry 
  -  Médaille d'argent en relais 3 × 5 km.